# نزهة القلوب في تفسير علام الغيوب
غريب القرآن لمحمد بن عزيز السجستاني، المسمى «نزهة القلوب في تفسير علام الغيوب» صنفه لبيان غريب القرآن، ورتبه على حروف المعجم؛ ليقرب تناوله، ويسهل حفظه على من أراد. ويعد هذا الكتاب أول مصنف في غريب القرآن مرتبا على حروف المعجم، لكن حصل للمؤلف اضطراب في الترتيب، فيذكر الكلمة في غير موضعها المناسب، مما يسبب الوهم لدى الباحث بعدم وجودها فيه، وقد أعاد الشيخ محمود خليل الحصري ترتيب كلمات الكتاب بحسب الآيات والسور. وللكتاب طبعات عدة، أجودها طبعة وزارة الأوقاف القطرية بتحقيق يوسف مرعشلي.

## منهج المؤلف في الكتاب
- لم يرتب ابن عزيز كتابه على سور القرآن، بل رتبه على حروف المعجم، بدءا بالهمزة، وانتهاء بالياء. هو أول كتاب في غريب القرآن يرتب بحسب حروف المعجم، خلافا للمتقدمين الذين كانوا يرتبون الكلمات بحسب السور والآيات القرآنية، فابتدع ابن عزيز هذه الطريقة المغايرة، وبذلك شق الطريق لمن أتى بعده في سلوك هذه الطريقة في الترتيب.[3]
- جعل كل حرف ثلاثة أقسام على الحركات الثلاث بحسب قوة الحركة، الفتح ثم الضم ثم الكسر.
- يرتب الكلمات القرآنية الغريبة المتفقة البدايات تحت كل حرف على نسق ترتيب السور والآيات في القرآن الكريم.
- اعتمد على الكتب المصنفة قبله في غريب القرآن، مثل: غريب القرآن للكسائي، ومعاني القرآن للفرّاء، ومجاز القرآن لأبي عبيدة، و غريب القرآن لابن قتيبة.
- قد ينقل العبارة بنصها من المصادر التي ينقل منها، وقد ينقلها بالمعنى أو يختصرها ويصوغها بعبارته.
- يكثر من الشواهد القرآنية في تفسير الكلمات الغربية.
- يهتم بإيراد القراءات القرآنية، ويبين وجه اختلاف المعنى باختلاف القراءات.
- يهتم بذكر الحديث النبوي في تفسير بعض الكلمات والآيات القرآنية.
- يذكر أقوال الصحابة في بيان المعنى إن لم يجد التفسير في القرآن والحديث النبوي، وكذلك يذكر أقوال التابعين إن لم يجد قولا للصحابة.
- يستشهد بأقوال علماء اللغة المتقدمين في بيان المعنى، ويذكر الشواهد الشعرية كذلك.[4]

## مآخذ على الكتاب
لم يسلم ابن عزيز السجستاني من الوقوع في الاضطراب في ترتيب الكلمات في كتابه، فيضع كلمات في غير مواضعها، مما يوهم القارئ بأن الكلمة ليست موجودة في الكتاب، وفي الواقع أنها موجودة في موضع آخر، وقد يكون سبب ذلك حصول السهو من المؤلف في وضع الكلمة، فيضع كلمة مبدوءة بالفتح في باب الضم، أو يقع السهو منه في ترتيب الآية أو السورة، أو يستشهد بكلمات متجانسة في موضع واحد ولا يضعها في أماكنها المقررة. وقد أعاد ترتيبه الشيخ محمود خليل الحصري بحسب الآيات والسور، وطبع في مصر.

## طبعات الكتاب
للكتاب طبعات عدة، منها طبعات على هوامش بعض الكتب ومنها طبعات مستقلة، وهي كالآتي:
- طبع على هامش كتاب تبصير الحمن للمهائمي في بولاق عام 1295هـ - 1878م.
- طبع على هامش تفسير ابن كثير عام 1307هـ - 1889م.
- طبع بالمطبعة الرحمانية بالقاهرة عام 1355هـ - 1936م.
- طبع بمطبعة محمد علي صبيح بالقاهرة عام 1383هـ - 1963م.
- طبع بترتيب الشيخ محمود خليل الحصري بدار التراث بالقاهرة.
- طبع في دار قتيبة بسوريا بتحقيق محمد أديب جمران عام 1416هـ - 1995م.
- طبع بتحقيق يوسف مرعشلي بدار الأوقاف بقطر عام 1434هـ - 2013م وهي أجود طبعات الكتاب.[3]